# العلاقات العمانية القبرصية
العلاقات العمانية القبرصية هي العلاقات الثنائية التي تجمع بين سلطنة عمان وقبرص.

## مقارنة بين البلدين
هذه مقارنة عامة ومرجعية للدولتين:
| وجه المقارنة                                              | سلطنة عمان    | قبرص                                                                 |
| --------------------------------------------------------- | ------------- | -------------------------------------------------------------------- |
| المساحة (كم2)                                             | 309.50 ألف    | 9.24 ألف                                                             |
| عدد السكان (نسمة)                                         | 4.64 مليون    | 1.14 مليون                                                           |
| الكثافة السكانية (ن./كم²)                                 | 14.99         | 123.38                                                               |
| العاصمة                                                   | مسقط          | نيقوسيا                                                              |
| اللغة الرسمية                                             | اللغة العربية | اليونانية الحديثة، اللغة التركية، لغة يونانية                        |
| العملة                                                    | ريال عماني    | يورو، جنيه قبرصي                                                     |
| الناتج المحلي الإجمالي (بليون دولار)                      | 72.64 مليار   | 21.65 مليار                                                          |
| الناتج المحلي الإجمالي (تعادل القوة الشرائية) بليون دولار | 179.49 مليار  | 26.73 مليار                                                          |
| الناتج المحلي الإجمالي الاسمي للفرد دولار أمريكي          | 15.55 ألف     | 23.24 ألف                                                            |
| الناتج المحلي الإجمالي للفرد دولار أمريكي                 | 38.63 ألف     | 30.24 ألف                                                            |
| مؤشر التنمية البشرية                                      | 0.793         | 0.850                                                                |
| رمز المكالمات الدولي                                      | +968          | +357                                                                 |
| رمز الإنترنت                                              | عمان          | .cy                                                                  |
| المنطقة الزمنية                                           | ت ع م+04:00   | ت ع م+02:00، ت ع م+03:00، توقيت شرق أوروبا، توقيت شرق أوروبا الصيفي ‏ |

## منظمات دولية مشتركة
يشترك البلدان في عضوية مجموعة من المنظمات الدولية، منها:
| علم المنظمة | اسم المنظمة                               | تاريخ انضمام سلطنة عمان | تاريخ انضمام قبرص |
| ----------- | ----------------------------------------- | ----------------------- | ----------------- |
|             | مؤسسة التنمية الدولية                     | 1973                    | 2 مارس 1962       |
|             | المنظمة الهيدروغرافية الدولية             | ?                       | ?                 |
|             | مؤسسة التمويل الدولية                     | 1973                    | 2 مارس 1962       |
|             | منظمة حظر الأسلحة الكيميائية              | ?                       | ?                 |
|             | يونسكو                                    | 10 فبراير 1972          | 6 فبراير 1961     |
|             | الأمم المتحدة                             | 7 أكتوبر 1971           | 20 سبتمبر 1960    |
|             | الاتحاد الدولي للاتصالات                  | 28 أبريل 1972           | 24 أبريل 1961     |
|             | منظمة الشرطة الجنائية الدولية             | ?                       | ?                 |
|             | البنك الدولي للإنشاء والتعمير             | 1971                    | 21 ديسمبر 1961    |
|             | الاتحاد البريدي العالمي                   | ?                       | ?                 |
|             | المركز الدولي لتسوية المنازعات الاستشارية | 1995                    | 25 ديسمبر 1966    |
|             | وكالة ضمان الاستثمار متعدد الأطراف        | 1989                    | 12 أبريل 1988     |
|             | منظمة التجارة العالمية                    | 2000                    | ?                 |
|             | الفريق المعني برصد الأرض                  | ?                       | ?                 |

## وصلات خارجية
- موقع وزارة الخارجية العمانية
- موقع وزارة الخارجية القبرصية